# Samuel Cunard

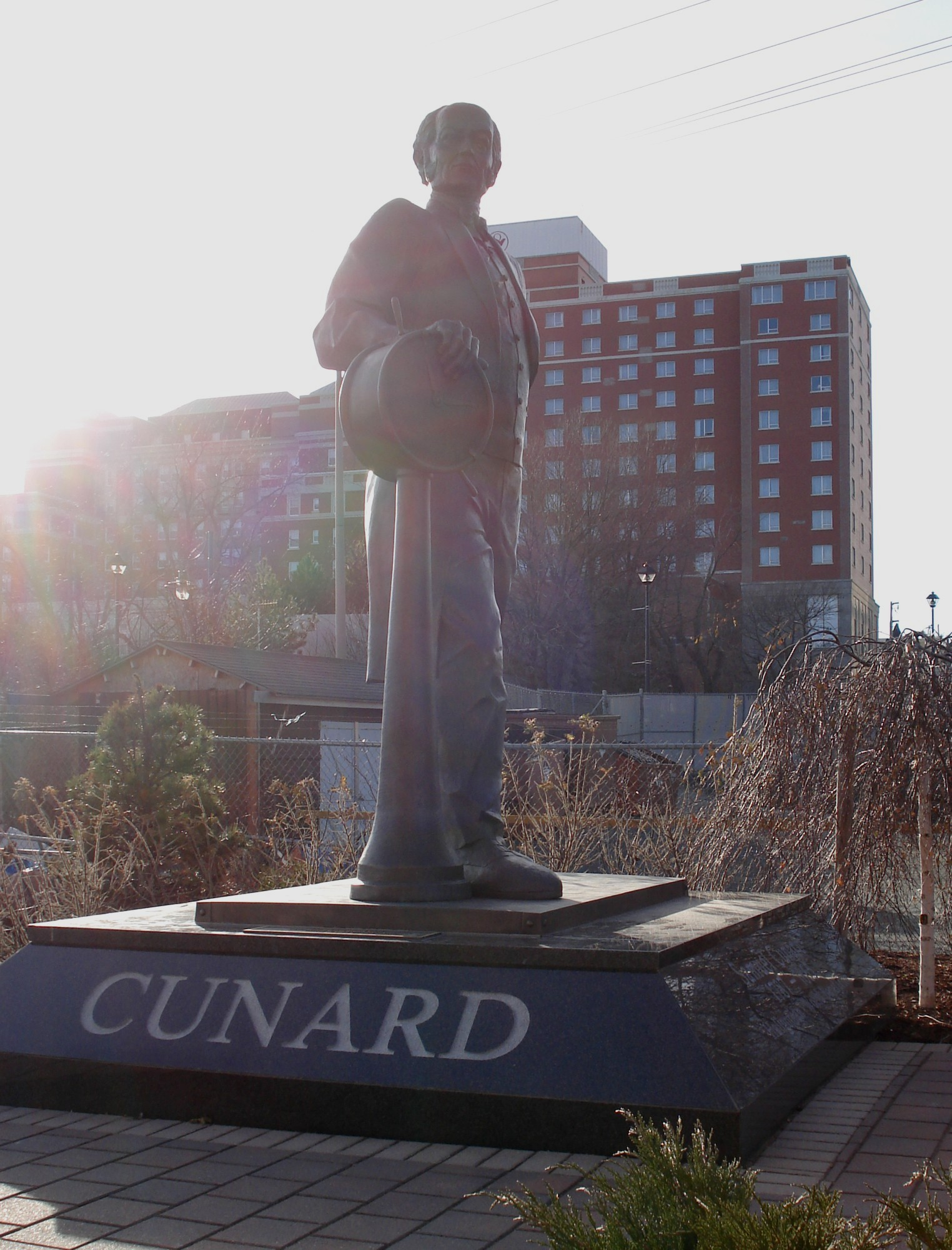
Una estatua de Samuel Cunard en Halifax, Nueva Escocia.

Samuel Cunard (Halifax, 21 de noviembre de 1787 - Kensington, 28 de abril de 1865) fue un magnate británico que fundó la compañía naviera Cunard Line. Era hijo de un carpintero y mercader que había huido de la revolución estadounidense, asentándose en Halifax.